# 細川氏久
細川 氏久（ほそかわ うじひさ）は、室町時代中期の武将・守護大名。備中国守護。官職は上総介を称した。細川備中守護家当主。足利義政の御供衆となったとする資料があるが詳細は不明。

## 概要
永享2年（1430年）に足利義教から伊予国の新居郡や西条荘島山郷などを安堵されている。
『建内記』嘉吉元年（1441年）7月28日条によれば、現在の岡山県井原市にあった重玄寺の大旦那であった足利冬氏の子・足利義将を氏久の手勢が討ち取っている。